# Thugny-Trugny
Thugny-Trugny är en kommun i departementet Ardennes i regionen Grand Est (tidigare regionen Champagne-Ardenne) i nordöstra Frankrike. Kommunen ligger  i kantonen Rethel som ligger i arrondissementet Rethel. År 2022 hade Thugny-Trugny 248 invånare.

## Befolkningsutveckling
Antalet invånare i kommunen Thugny-Trugny
Referens: INSEE